# 中华民族多元一体格局
“中华民族多元一体格局”是人类学家费孝通1988年提出的理论。 简称中华民族多元一体。

## 内容
费孝通认为：“中华民族作为一个自觉的民族实体，是近百年来中国和西方列强对抗中出现的，但作为一个自在的民族实体则是几千年的历史过程所形成的。”中华民族有：
1. 多元一体的民族-国家认同观念。
2. 多元一体的历史文化结构。
3. 多元一体的政治制度。

有学者认为该理论也可以理解为“文化多元和政治一体”。周伟洲乃进一步认为，中华民族的文化本身就是多元一体的，且伴随政治的一体而发展。

## 扩展阅读
- 费孝通. 《中华民族多元一体格局》. 中央民族大学出版社. 1999